# St. Lewis
St. Lewis es un pueblo canadiense situado en la provincia de Terranova y Labrador.

## Superficie
St. Lewis tiene una superficie de 10,04 km².

## Demografía
En 2021, tenía 181 habitantes, una densidad poblacional de 18 hab./km², y 93 viviendas.